# Kornis–Rákóczi–Bethlen-kastély
A Kornis–Rákóczi–Bethlen-kastély az erdélyi Radnóton, Maros megyében található.

## Története
A kastélyt 1545-ben Bogáti Gáspár építtette reneszánsz stílusban, zárt négyszögű, olaszbástyás alaprajzzal. Akkoriban Erdély egyik legkényelmesebb várkastélya volt, külső erődfalakkal és vizes árokkal. 1575-ben Báthory István fejedelem a kerelőszentpáli csata után leszámolt az ellene lázadó, Bekes Gáspárhoz csatlakozó főurakkal, kivégeztette Bogáthy Gáspárt is, s Radnótot elkobozta az erdélyi kincstár számára. 1587-ben Báthory Zsigmond Kendi Ferenc küküllői főispánnak ajándékozta, majd két évvel később őt is kivégezték. Az új tulajdonost, Kornis Boldizsárt is kivégezték 1610-ben, de az épület a Kornis-család kezében maradt. Egy ismételt elkobzás után Bethlen Gábor fejedelem is végeztetett rajta átalakításokat. 1649-ben II. Rákóczi György erdélyi fejedelem vásárolta meg, aki 1650 és 1660 között Agostino Serena velencei építész tervei alapján teljesen átépíttette. Ezt a mozzanatot egy felirat őrzi az északi kapu felett: „AUGUSTINUS SERENA ARCHITECTUS VENETUS OPERA FECIT”. A török elleni vesztes szászfenesi csata után előbb az új fejedelemasszony, Bornemissza Anna tulajdonába kerül. Tőle fia, II. Apafi Mihály, majd annak özvegye, Bethlen Kata örökölte. Az új fejedelem II. Apafi Mihály fejedelem 15 alkalommal tartott itt országgyűlést. 1703-ban II. Rákóczi Ferenc fejedelem kurucai foglalták el a Habsburgoktól. 1707-ben II. Rákóczi Ferenc itt szállt meg Marosvásárhely felé menet, ahol Erdély fejedelmévé koronázták. 1758-ban, az özvegy fejedelemasszony halála után a kincstár tulajdonába került. 1764-ben a kincstártól a gróf Bethlen Miklós kancellár vásárolta meg. 1802-ben egy tiszttartó rossz puskalövése felgyújtotta a zsindelytetőt, melyet egy alacsonyabb egyszerű tetővel állítottak helyre. A 18. század második felében épült a kastély új kapuépülete, a bethleni Bethlen család kígyós címerével díszített „Kígyúsház”. Egészen 1885-ig a Bethlenek, amikor is Bethlen Márk, egy kártyajáték tétjeként elveszítette. A nyertes, Haller Jenő gróf pedig az Erdélyi római katolikus egyháznak adományozta. 1887-ben az Erdélyi Római Katolikus Státus vette meg s valamennyire helyreállíttatta. A védműveket fokozatosan elbontották, a vizesárkot feltöltötték. Ekkor a gyulafehérvári római katolikus egyház tulajdonában volt. 1948-ban államosították azután az 1990-es években mezőgazdasági iskola, továbbképző majd kutatóállomás lett. A különálló kapuépület, a Kígyós ház, amit a 60-as évek elején restauráltak, emlékmúzeum lett.
Jelenleg romos állapotban van: a falai omladoznak, tetőzete beszakadt. 2012. március 18-án a kastély sarokbástyájának tetőszerkezete leégett.